# 2002年のアメリカンリーグチャンピオンシップシリーズ
2002年の野球において、メジャーリーグベースボール（MLB）のポストシーズンは10月1日に開幕した。アメリカンリーグの第33回リーグチャンピオンシップシリーズ（英語: 33rd American League Championship Series、以下「リーグ優勝決定戦」と表記）は、8日から13日にかけて計5試合が開催された。その結果、アナハイム・エンゼルス（西地区）がミネソタ・ツインズ（中地区）を4勝1敗で下し、球団創設42年目で初のリーグ優勝およびワールドシリーズ進出を果たした。
両球団がポストシーズンで対戦するのはこれが初めて。この年のレギュラーシーズンでは両球団は9試合対戦し、ツインズが5勝4敗と勝ち越していた。地区2位以下の最高勝率球団にポストシーズン出場権を与えるワイルドカード制度が1994年に導入されて以来、該当球団のリーグ優勝はアメリカンリーグでは初めて。優勝を決めた第5戦でエンゼルス打線は、7回裏に一挙10点を奪った。1イニング2桁得点は、ポストシーズン史上34年ぶり3度目である。シリーズMVPには、その第5戦でポストシーズン史上24年ぶり5人目・6度目となる1試合3本塁打を放つなど、5試合で打率.357・3本塁打・5打点・OPS 1.357という成績を残したエンゼルスのアダム・ケネディが選出された。このあとエンゼルスは、ワールドシリーズでもナショナルリーグ王者サンフランシスコ・ジャイアンツを4勝3敗で下して初優勝を成し遂げた。

## 試合結果
2002年のアメリカンリーグ優勝決定戦は10月8日に開幕し、途中に移動日を挟んで6日間で5試合が行われた。日程・結果は以下の通り。
| 日付                                                        | 試合  | ビジター球団（先攻）   | スコア | ホーム球団（後攻）     | 開催球場                                                      | 開催球場 |
| ----------------------------------------------------------- | ----- | ---------------------- | ------ | ---------------------- | ------------------------------------------------------------- | --- |
| 10月08日（火）                                              | 第1戦 | アナハイム・エンゼルス | 1－2   | ミネソタ・ツインズ     | ヒューバート・H・ ハンフリー・メトロドーム                    | ヒューバート・H・ · ハンフリー・メトロドームエディソン・インターナショナル・ · フィールド・オブ・アナハイム |
| 10月09日（水）                                              | 第2戦 | アナハイム・エンゼルス | 6－3   | ミネソタ・ツインズ     | ヒューバート・H・ ハンフリー・メトロドーム                    | ヒューバート・H・ · ハンフリー・メトロドームエディソン・インターナショナル・ · フィールド・オブ・アナハイム |
| 10月10日（木）                                              |       | 移動日                 | 移動日 | 移動日                 |                                                               | ヒューバート・H・ · ハンフリー・メトロドームエディソン・インターナショナル・ · フィールド・オブ・アナハイム |
| 10月11日（金）                                              | 第3戦 | ミネソタ・ツインズ     | 1－2   | アナハイム・エンゼルス | エディソン・インターナショナル・ フィールド・オブ・アナハイム | ヒューバート・H・ · ハンフリー・メトロドームエディソン・インターナショナル・ · フィールド・オブ・アナハイム |
| 10月12日（土）                                              | 第4戦 | ミネソタ・ツインズ     | 1－7   | アナハイム・エンゼルス | エディソン・インターナショナル・ フィールド・オブ・アナハイム | ヒューバート・H・ · ハンフリー・メトロドームエディソン・インターナショナル・ · フィールド・オブ・アナハイム |
| 10月13日（日）                                              | 第5戦 | ミネソタ・ツインズ     | 5－13  | アナハイム・エンゼルス | エディソン・インターナショナル・ フィールド・オブ・アナハイム | ヒューバート・H・ · ハンフリー・メトロドームエディソン・インターナショナル・ · フィールド・オブ・アナハイム |
| 優勝：アナハイム・エンゼルス（4勝1敗 / 球団創設42年目で初） |       |                        |        |                        |                                                               | ヒューバート・H・ · ハンフリー・メトロドームエディソン・インターナショナル・ · フィールド・オブ・アナハイム |

### 第1戦 10月8日
- ヒューバート・H・ハンフリー・メトロドーム（ミネソタ州ミネアポリス）

|                        | 1 | 2 | 3 | 4 | 5 | 6 | 7 | 8 | 9 | R | H | E |
| ---------------------- | - | - | - | - | - | - | - | - | - | - | - | - |
| アナハイム・エンゼルス | 0 | 0 | 1 | 0 | 0 | 0 | 0 | 0 | 0 | 1 | 4 | 0 |
| ミネソタ・ツインズ     | 0 | 1 | 0 | 0 | 1 | 0 | 0 | 0 | X | 2 | 5 | 1 |

1. 勝利：ジョー・メイズ（1勝）
2. セーブ：エディ・グアダード（1S）
3. 敗戦：ケビン・エイピアー（1敗）
4. 審判
［球審］エド・モンタギュー
［塁審］一塁: マイク・エベリット、二塁: ブライアン・ゴーマン、三塁: ラリー・ヤング
［外審］左翼: デイナ・デムス、右翼: エド・ラピュアーノ
5. 試合開始時刻: 中部夏時間（UTC-5）午後8時20分  試合時間: 2時間58分  観客: 5万5562人  気温: 72°F（22.2°C）
詳細: MLB.com Gameday / ESPN.com / Baseball-Reference.com / Fangraphs

| アナハイム・エンゼルス | アナハイム・エンゼルス | アナハイム・エンゼルス | アナハイム・エンゼルス | アナハイム・エンゼルス | ミネソタ・ツインズ | ミネソタ・ツインズ | ミネソタ・ツインズ  | ミネソタ・ツインズ | ミネソタ・ツインズ |
| ---------------------- | ---------------------- | ---------------------- | ---------------------- | --- | ------------------ | ------------------ | ------------------- | ------------------ | --- |
| 打順                   | 守備                   | 選手                   | 打席                   | K・エイピアーB・モリーナS・スピージオA・ケネディT・グロースD・エクスタインG・アンダーソンD・アースタッドT・サーモンB・フルマー | 打順               | 守備               | 選手                | 打席               | J・メイズA・ピアジンスキーD・ミントケイ · ビッチL・リバスC・コスキーC・グーズマンJ・ジョーンズT・ハンターM・カダイアーD・オルティーズ |
| 1                      | 遊                     | D・エクスタイン        | 右                     | K・エイピアーB・モリーナS・スピージオA・ケネディT・グロースD・エクスタインG・アンダーソンD・アースタッドT・サーモンB・フルマー | 1                  | 左                 | J・ジョーンズ       | 左                 | J・メイズA・ピアジンスキーD・ミントケイ · ビッチL・リバスC・コスキーC・グーズマンJ・ジョーンズT・ハンターM・カダイアーD・オルティーズ |
| 2                      | 中                     | D・アースタッド        | 左                     | K・エイピアーB・モリーナS・スピージオA・ケネディT・グロースD・エクスタインG・アンダーソンD・アースタッドT・サーモンB・フルマー | 2                  | 遊                 | C・グーズマン       | 両                 | J・メイズA・ピアジンスキーD・ミントケイ · ビッチL・リバスC・コスキーC・グーズマンJ・ジョーンズT・ハンターM・カダイアーD・オルティーズ |
| 3                      | 右                     | T・サーモン            | 右                     | K・エイピアーB・モリーナS・スピージオA・ケネディT・グロースD・エクスタインG・アンダーソンD・アースタッドT・サーモンB・フルマー | 3                  | 三                 | C・コスキー         | 左                 | J・メイズA・ピアジンスキーD・ミントケイ · ビッチL・リバスC・コスキーC・グーズマンJ・ジョーンズT・ハンターM・カダイアーD・オルティーズ |
| 4                      | 左                     | G・アンダーソン        | 左                     | K・エイピアーB・モリーナS・スピージオA・ケネディT・グロースD・エクスタインG・アンダーソンD・アースタッドT・サーモンB・フルマー | 4                  | DH                 | D・オルティーズ     | 左                 | J・メイズA・ピアジンスキーD・ミントケイ · ビッチL・リバスC・コスキーC・グーズマンJ・ジョーンズT・ハンターM・カダイアーD・オルティーズ |
| 5                      | 三                     | T・グロース            | 右                     | K・エイピアーB・モリーナS・スピージオA・ケネディT・グロースD・エクスタインG・アンダーソンD・アースタッドT・サーモンB・フルマー | 5                  | 中                 | T・ハンター         | 右                 | J・メイズA・ピアジンスキーD・ミントケイ · ビッチL・リバスC・コスキーC・グーズマンJ・ジョーンズT・ハンターM・カダイアーD・オルティーズ |
| 6                      | DH                     | B・フルマー            | 左                     | K・エイピアーB・モリーナS・スピージオA・ケネディT・グロースD・エクスタインG・アンダーソンD・アースタッドT・サーモンB・フルマー | 6                  | 一                 | D・ミントケイビッチ | 左                 | J・メイズA・ピアジンスキーD・ミントケイ · ビッチL・リバスC・コスキーC・グーズマンJ・ジョーンズT・ハンターM・カダイアーD・オルティーズ |
| 7                      | 一                     | S・スピージオ          | 両                     | K・エイピアーB・モリーナS・スピージオA・ケネディT・グロースD・エクスタインG・アンダーソンD・アースタッドT・サーモンB・フルマー | 7                  | 右                 | M・カダイアー       | 右                 | J・メイズA・ピアジンスキーD・ミントケイ · ビッチL・リバスC・コスキーC・グーズマンJ・ジョーンズT・ハンターM・カダイアーD・オルティーズ |
| 8                      | 捕                     | B・モリーナ            | 右                     | K・エイピアーB・モリーナS・スピージオA・ケネディT・グロースD・エクスタインG・アンダーソンD・アースタッドT・サーモンB・フルマー | 8                  | 捕                 | A・ピアジンスキー   | 左                 | J・メイズA・ピアジンスキーD・ミントケイ · ビッチL・リバスC・コスキーC・グーズマンJ・ジョーンズT・ハンターM・カダイアーD・オルティーズ |
| 9                      | 二                     | A・ケネディ            | 左                     | K・エイピアーB・モリーナS・スピージオA・ケネディT・グロースD・エクスタインG・アンダーソンD・アースタッドT・サーモンB・フルマー | 9                  | 二                 | L・リバス           | 右                 | J・メイズA・ピアジンスキーD・ミントケイ · ビッチL・リバスC・コスキーC・グーズマンJ・ジョーンズT・ハンターM・カダイアーD・オルティーズ |
| 先発投手               | 先発投手               | 先発投手               | 投球                   | K・エイピアーB・モリーナS・スピージオA・ケネディT・グロースD・エクスタインG・アンダーソンD・アースタッドT・サーモンB・フルマー | 先発投手           | 先発投手           | 先発投手            | 投球               | J・メイズA・ピアジンスキーD・ミントケイ · ビッチL・リバスC・コスキーC・グーズマンJ・ジョーンズT・ハンターM・カダイアーD・オルティーズ |
| K・エイピアー          | K・エイピアー          | K・エイピアー          | 右                     | K・エイピアーB・モリーナS・スピージオA・ケネディT・グロースD・エクスタインG・アンダーソンD・アースタッドT・サーモンB・フルマー | J・メイズ          | J・メイズ          | J・メイズ           | 右                 | J・メイズA・ピアジンスキーD・ミントケイ · ビッチL・リバスC・コスキーC・グーズマンJ・ジョーンズT・ハンターM・カダイアーD・オルティーズ |

### 第2戦 10月9日
- ヒューバート・H・ハンフリー・メトロドーム（ミネソタ州ミネアポリス）

|                        | 1 | 2 | 3 | 4 | 5 | 6 | 7 | 8 | 9 | R | H  | E |
| ---------------------- | - | - | - | - | - | - | - | - | - | - | -- | - |
| アナハイム・エンゼルス | 1 | 3 | 0 | 0 | 0 | 2 | 0 | 0 | 0 | 6 | 10 | 0 |
| ミネソタ・ツインズ     | 0 | 0 | 0 | 0 | 0 | 3 | 0 | 0 | 0 | 3 | 11 | 1 |

1. 勝利：ラモン・オルティズ（1勝）
2. セーブ：トロイ・パーシバル（1S）
3. 敗戦：リック・リード（1敗）
4. 本塁打
ANA：ダリン・アースタッド1号ソロ、ブラッド・フルマー1号2ラン
5. 審判
［球審］マイク・エベリット
［塁審］一塁: ブライアン・ゴーマン、二塁: ラリー・ヤング、三塁: デイナ・デムス
［外審］左翼: エド・ラピュアーノ、右翼: エド・モンタギュー
6. 試合開始時刻: 中部夏時間（UTC-5）午後7時20分  試合時間: 3時間13分  観客: 5万5990人  気温: 72°F（22.2°C）
詳細: MLB.com Gameday / ESPN.com / Baseball-Reference.com / Fangraphs

| アナハイム・エンゼルス | アナハイム・エンゼルス | アナハイム・エンゼルス | アナハイム・エンゼルス | アナハイム・エンゼルス | ミネソタ・ツインズ | ミネソタ・ツインズ | ミネソタ・ツインズ  | ミネソタ・ツインズ | ミネソタ・ツインズ |
| ---------------------- | ---------------------- | ---------------------- | ---------------------- | --- | ------------------ | ------------------ | ------------------- | ------------------ | --- |
| 打順                   | 守備                   | 選手                   | 打席                   | R・オルティズB・モリーナS・スピージオA・ケネディT・グロースD・エクスタインG・アンダーソンD・アースタッドT・サーモンB・フルマー | 打順               | 守備               | 選手                | 打席               | R・リードA・ピアジンスキーD・ミントケイ · ビッチL・リバスC・コスキーC・グーズマンJ・ジョーンズT・ハンターM・カダイアーD・オルティーズ |
| 1                      | 遊                     | D・エクスタイン        | 右                     | R・オルティズB・モリーナS・スピージオA・ケネディT・グロースD・エクスタインG・アンダーソンD・アースタッドT・サーモンB・フルマー | 1                  | 左                 | J・ジョーンズ       | 左                 | R・リードA・ピアジンスキーD・ミントケイ · ビッチL・リバスC・コスキーC・グーズマンJ・ジョーンズT・ハンターM・カダイアーD・オルティーズ |
| 2                      | 中                     | D・アースタッド        | 左                     | R・オルティズB・モリーナS・スピージオA・ケネディT・グロースD・エクスタインG・アンダーソンD・アースタッドT・サーモンB・フルマー | 2                  | 遊                 | C・グーズマン       | 両                 | R・リードA・ピアジンスキーD・ミントケイ · ビッチL・リバスC・コスキーC・グーズマンJ・ジョーンズT・ハンターM・カダイアーD・オルティーズ |
| 3                      | 右                     | T・サーモン            | 右                     | R・オルティズB・モリーナS・スピージオA・ケネディT・グロースD・エクスタインG・アンダーソンD・アースタッドT・サーモンB・フルマー | 3                  | 三                 | C・コスキー         | 左                 | R・リードA・ピアジンスキーD・ミントケイ · ビッチL・リバスC・コスキーC・グーズマンJ・ジョーンズT・ハンターM・カダイアーD・オルティーズ |
| 4                      | 左                     | G・アンダーソン        | 左                     | R・オルティズB・モリーナS・スピージオA・ケネディT・グロースD・エクスタインG・アンダーソンD・アースタッドT・サーモンB・フルマー | 4                  | DH                 | D・オルティーズ     | 左                 | R・リードA・ピアジンスキーD・ミントケイ · ビッチL・リバスC・コスキーC・グーズマンJ・ジョーンズT・ハンターM・カダイアーD・オルティーズ |
| 5                      | 三                     | T・グロース            | 右                     | R・オルティズB・モリーナS・スピージオA・ケネディT・グロースD・エクスタインG・アンダーソンD・アースタッドT・サーモンB・フルマー | 5                  | 中                 | T・ハンター         | 右                 | R・リードA・ピアジンスキーD・ミントケイ · ビッチL・リバスC・コスキーC・グーズマンJ・ジョーンズT・ハンターM・カダイアーD・オルティーズ |
| 6                      | DH                     | B・フルマー            | 左                     | R・オルティズB・モリーナS・スピージオA・ケネディT・グロースD・エクスタインG・アンダーソンD・アースタッドT・サーモンB・フルマー | 6                  | 一                 | D・ミントケイビッチ | 左                 | R・リードA・ピアジンスキーD・ミントケイ · ビッチL・リバスC・コスキーC・グーズマンJ・ジョーンズT・ハンターM・カダイアーD・オルティーズ |
| 7                      | 一                     | S・スピージオ          | 両                     | R・オルティズB・モリーナS・スピージオA・ケネディT・グロースD・エクスタインG・アンダーソンD・アースタッドT・サーモンB・フルマー | 7                  | 右                 | M・カダイアー       | 右                 | R・リードA・ピアジンスキーD・ミントケイ · ビッチL・リバスC・コスキーC・グーズマンJ・ジョーンズT・ハンターM・カダイアーD・オルティーズ |
| 8                      | 捕                     | B・モリーナ            | 右                     | R・オルティズB・モリーナS・スピージオA・ケネディT・グロースD・エクスタインG・アンダーソンD・アースタッドT・サーモンB・フルマー | 8                  | 捕                 | A・ピアジンスキー   | 左                 | R・リードA・ピアジンスキーD・ミントケイ · ビッチL・リバスC・コスキーC・グーズマンJ・ジョーンズT・ハンターM・カダイアーD・オルティーズ |
| 9                      | 二                     | A・ケネディ            | 左                     | R・オルティズB・モリーナS・スピージオA・ケネディT・グロースD・エクスタインG・アンダーソンD・アースタッドT・サーモンB・フルマー | 9                  | 二                 | L・リバス           | 右                 | R・リードA・ピアジンスキーD・ミントケイ · ビッチL・リバスC・コスキーC・グーズマンJ・ジョーンズT・ハンターM・カダイアーD・オルティーズ |
| 先発投手               | 先発投手               | 先発投手               | 投球                   | R・オルティズB・モリーナS・スピージオA・ケネディT・グロースD・エクスタインG・アンダーソンD・アースタッドT・サーモンB・フルマー | 先発投手           | 先発投手           | 先発投手            | 投球               | R・リードA・ピアジンスキーD・ミントケイ · ビッチL・リバスC・コスキーC・グーズマンJ・ジョーンズT・ハンターM・カダイアーD・オルティーズ |
| R・オルティズ          | R・オルティズ          | R・オルティズ          | 右                     | R・オルティズB・モリーナS・スピージオA・ケネディT・グロースD・エクスタインG・アンダーソンD・アースタッドT・サーモンB・フルマー | R・リード          | R・リード          | R・リード           | 右                 | R・リードA・ピアジンスキーD・ミントケイ · ビッチL・リバスC・コスキーC・グーズマンJ・ジョーンズT・ハンターM・カダイアーD・オルティーズ |

### 第3戦 10月11日
- エディソン・インターナショナル・フィールド・オブ・アナハイム（カリフォルニア州アナハイム）

|                        | 1 | 2 | 3 | 4 | 5 | 6 | 7 | 8 | 9 | R | H | E |
| ---------------------- | - | - | - | - | - | - | - | - | - | - | - | - |
| ミネソタ・ツインズ     | 0 | 0 | 0 | 0 | 0 | 0 | 1 | 0 | 0 | 1 | 6 | 0 |
| アナハイム・エンゼルス | 0 | 1 | 0 | 0 | 0 | 0 | 0 | 1 | X | 2 | 7 | 2 |

1. 勝利：フランシスコ・ロドリゲス（1勝）
2. セーブ：トロイ・パーシバル（2S）
3. 敗戦：J.C.ロメロ（1敗）
4. 本塁打
ANA：ギャレット・アンダーソン1号ソロ、トロイ・グロース1号ソロ
5. 審判
［球審］ブライアン・ゴーマン
［塁審］一塁: ラリー・ヤング、二塁: デイナ・デムス、三塁: エド・ラピュアーノ
［外審］左翼: エド・モンタギュー、右翼: マイク・エベリット
6. 試合開始時刻: 太平洋夏時間（UTC-7）午後5時20分  試合時間: 3時間13分  観客: 4万4234人  気温: 68°F（20°C）
詳細: MLB.com Gameday / ESPN.com / Baseball-Reference.com / Fangraphs

| ミネソタ・ツインズ | ミネソタ・ツインズ | ミネソタ・ツインズ  | ミネソタ・ツインズ | ミネソタ・ツインズ | アナハイム・エンゼルス | アナハイム・エンゼルス | アナハイム・エンゼルス | アナハイム・エンゼルス | アナハイム・エンゼルス |
| ------------------ | ------------------ | ------------------- | ------------------ | --- | ---------------------- | ---------------------- | ---------------------- | ---------------------- | --- |
| 打順               | 守備               | 選手                | 打席               | E・ミルトンA・ピアジンスキーD・ミントケイ · ビッチL・リバスC・コスキーC・グーズマンJ・ジョーンズT・ハンターD・モアM・リークロイ | 打順                   | 守備                   | 選手                   | 打席                   | J・ウォッシュバーンB・モリーナS・スピージオB・ギルT・グロースD・エクスタインG・アンダーソンD・アースタッドT・サーモンS・ウッテン |
| 1                  | 左                 | J・ジョーンズ       | 左                 | E・ミルトンA・ピアジンスキーD・ミントケイ · ビッチL・リバスC・コスキーC・グーズマンJ・ジョーンズT・ハンターD・モアM・リークロイ | 1                      | 遊                     | D・エクスタイン        | 右                     | J・ウォッシュバーンB・モリーナS・スピージオB・ギルT・グロースD・エクスタインG・アンダーソンD・アースタッドT・サーモンS・ウッテン |
| 2                  | 遊                 | C・グーズマン       | 両                 | E・ミルトンA・ピアジンスキーD・ミントケイ · ビッチL・リバスC・コスキーC・グーズマンJ・ジョーンズT・ハンターD・モアM・リークロイ | 2                      | 中                     | D・アースタッド        | 左                     | J・ウォッシュバーンB・モリーナS・スピージオB・ギルT・グロースD・エクスタインG・アンダーソンD・アースタッドT・サーモンS・ウッテン |
| 3                  | 三                 | C・コスキー         | 左                 | E・ミルトンA・ピアジンスキーD・ミントケイ · ビッチL・リバスC・コスキーC・グーズマンJ・ジョーンズT・ハンターD・モアM・リークロイ | 3                      | 右                     | T・サーモン            | 右                     | J・ウォッシュバーンB・モリーナS・スピージオB・ギルT・グロースD・エクスタインG・アンダーソンD・アースタッドT・サーモンS・ウッテン |
| 4                  | DH                 | M・リークロイ       | 右                 | E・ミルトンA・ピアジンスキーD・ミントケイ · ビッチL・リバスC・コスキーC・グーズマンJ・ジョーンズT・ハンターD・モアM・リークロイ | 4                      | 左                     | G・アンダーソン        | 左                     | J・ウォッシュバーンB・モリーナS・スピージオB・ギルT・グロースD・エクスタインG・アンダーソンD・アースタッドT・サーモンS・ウッテン |
| 5                  | 中                 | T・ハンター         | 右                 | E・ミルトンA・ピアジンスキーD・ミントケイ · ビッチL・リバスC・コスキーC・グーズマンJ・ジョーンズT・ハンターD・モアM・リークロイ | 5                      | 三                     | T・グロース            | 右                     | J・ウォッシュバーンB・モリーナS・スピージオB・ギルT・グロースD・エクスタインG・アンダーソンD・アースタッドT・サーモンS・ウッテン |
| 6                  | 一                 | D・ミントケイビッチ | 左                 | E・ミルトンA・ピアジンスキーD・ミントケイ · ビッチL・リバスC・コスキーC・グーズマンJ・ジョーンズT・ハンターD・モアM・リークロイ | 6                      | 一                     | S・スピージオ          | 両                     | J・ウォッシュバーンB・モリーナS・スピージオB・ギルT・グロースD・エクスタインG・アンダーソンD・アースタッドT・サーモンS・ウッテン |
| 7                  | 右                 | D・モア             | 右                 | E・ミルトンA・ピアジンスキーD・ミントケイ · ビッチL・リバスC・コスキーC・グーズマンJ・ジョーンズT・ハンターD・モアM・リークロイ | 7                      | DH                     | S・ウッテン            | 右                     | J・ウォッシュバーンB・モリーナS・スピージオB・ギルT・グロースD・エクスタインG・アンダーソンD・アースタッドT・サーモンS・ウッテン |
| 8                  | 捕                 | A・ピアジンスキー   | 左                 | E・ミルトンA・ピアジンスキーD・ミントケイ · ビッチL・リバスC・コスキーC・グーズマンJ・ジョーンズT・ハンターD・モアM・リークロイ | 8                      | 捕                     | B・モリーナ            | 右                     | J・ウォッシュバーンB・モリーナS・スピージオB・ギルT・グロースD・エクスタインG・アンダーソンD・アースタッドT・サーモンS・ウッテン |
| 9                  | 二                 | L・リバス           | 右                 | E・ミルトンA・ピアジンスキーD・ミントケイ · ビッチL・リバスC・コスキーC・グーズマンJ・ジョーンズT・ハンターD・モアM・リークロイ | 9                      | 二                     | B・ギル                | 右                     | J・ウォッシュバーンB・モリーナS・スピージオB・ギルT・グロースD・エクスタインG・アンダーソンD・アースタッドT・サーモンS・ウッテン |
| 先発投手           | 先発投手           | 先発投手            | 投球               | E・ミルトンA・ピアジンスキーD・ミントケイ · ビッチL・リバスC・コスキーC・グーズマンJ・ジョーンズT・ハンターD・モアM・リークロイ | 先発投手               | 先発投手               | 先発投手               | 投球                   | J・ウォッシュバーンB・モリーナS・スピージオB・ギルT・グロースD・エクスタインG・アンダーソンD・アースタッドT・サーモンS・ウッテン |
| E・ミルトン        | E・ミルトン        | E・ミルトン         | 左                 | E・ミルトンA・ピアジンスキーD・ミントケイ · ビッチL・リバスC・コスキーC・グーズマンJ・ジョーンズT・ハンターD・モアM・リークロイ | J・ウォッシュバーン    | J・ウォッシュバーン    | J・ウォッシュバーン    | 左                     | J・ウォッシュバーンB・モリーナS・スピージオB・ギルT・グロースD・エクスタインG・アンダーソンD・アースタッドT・サーモンS・ウッテン |

### 第4戦 10月12日
- エディソン・インターナショナル・フィールド・オブ・アナハイム（カリフォルニア州アナハイム）

|                        | 1 | 2 | 3 | 4 | 5 | 6 | 7 | 8 | 9 | R | H  | E |
| ---------------------- | - | - | - | - | - | - | - | - | - | - | -- | - |
| ミネソタ・ツインズ     | 0 | 0 | 0 | 0 | 0 | 0 | 0 | 0 | 1 | 1 | 6  | 2 |
| アナハイム・エンゼルス | 0 | 0 | 0 | 0 | 0 | 0 | 2 | 5 | X | 7 | 10 | 0 |

1. 勝利：ジョン・ラッキー（1勝）
2. 敗戦：ブラッド・ラドキー（1敗）
3. 審判
［球審］ラリー・ヤング
［塁審］一塁: デイナ・デムス、二塁: エド・ラピュアーノ、三塁: エド・モンタギュー
［外審］左翼: マイク・エベリット、右翼: ブライアン・ゴーマン
4. 試合開始時刻: 太平洋夏時間（UTC-7）午後5時15分  試合時間: 2時間49分  観客: 4万4830人  気温: 67°F（19.4°C）
詳細: MLB.com Gameday / ESPN.com / Baseball-Reference.com / Fangraphs

| ミネソタ・ツインズ | ミネソタ・ツインズ | ミネソタ・ツインズ  | ミネソタ・ツインズ | ミネソタ・ツインズ | アナハイム・エンゼルス | アナハイム・エンゼルス | アナハイム・エンゼルス | アナハイム・エンゼルス | アナハイム・エンゼルス |
| ------------------ | ------------------ | ------------------- | ------------------ | --- | ---------------------- | ---------------------- | ---------------------- | ---------------------- | --- |
| 打順               | 守備               | 選手                | 打席               | B・ラドキーA・ピアジンスキーD・ミントケイ · ビッチL・リバスC・コスキーC・グーズマンJ・ジョーンズT・ハンターD・モアD・オルティーズ | 打順                   | 守備                   | 選手                   | 打席                   | J・ラッキーB・モリーナS・スピージオA・ケネディT・グロースD・エクスタインG・アンダーソンD・アースタッドT・サーモンB・フルマー |
| 1                  | 左                 | J・ジョーンズ       | 左                 | B・ラドキーA・ピアジンスキーD・ミントケイ · ビッチL・リバスC・コスキーC・グーズマンJ・ジョーンズT・ハンターD・モアD・オルティーズ | 1                      | 遊                     | D・エクスタイン        | 右                     | J・ラッキーB・モリーナS・スピージオA・ケネディT・グロースD・エクスタインG・アンダーソンD・アースタッドT・サーモンB・フルマー |
| 2                  | 遊                 | C・グーズマン       | 両                 | B・ラドキーA・ピアジンスキーD・ミントケイ · ビッチL・リバスC・コスキーC・グーズマンJ・ジョーンズT・ハンターD・モアD・オルティーズ | 2                      | 中                     | D・アースタッド        | 左                     | J・ラッキーB・モリーナS・スピージオA・ケネディT・グロースD・エクスタインG・アンダーソンD・アースタッドT・サーモンB・フルマー |
| 3                  | 三                 | C・コスキー         | 左                 | B・ラドキーA・ピアジンスキーD・ミントケイ · ビッチL・リバスC・コスキーC・グーズマンJ・ジョーンズT・ハンターD・モアD・オルティーズ | 3                      | 右                     | T・サーモン            | 右                     | J・ラッキーB・モリーナS・スピージオA・ケネディT・グロースD・エクスタインG・アンダーソンD・アースタッドT・サーモンB・フルマー |
| 4                  | DH                 | D・オルティーズ     | 左                 | B・ラドキーA・ピアジンスキーD・ミントケイ · ビッチL・リバスC・コスキーC・グーズマンJ・ジョーンズT・ハンターD・モアD・オルティーズ | 4                      | 左                     | G・アンダーソン        | 左                     | J・ラッキーB・モリーナS・スピージオA・ケネディT・グロースD・エクスタインG・アンダーソンD・アースタッドT・サーモンB・フルマー |
| 5                  | 中                 | T・ハンター         | 右                 | B・ラドキーA・ピアジンスキーD・ミントケイ · ビッチL・リバスC・コスキーC・グーズマンJ・ジョーンズT・ハンターD・モアD・オルティーズ | 5                      | 三                     | T・グロース            | 右                     | J・ラッキーB・モリーナS・スピージオA・ケネディT・グロースD・エクスタインG・アンダーソンD・アースタッドT・サーモンB・フルマー |
| 6                  | 一                 | D・ミントケイビッチ | 左                 | B・ラドキーA・ピアジンスキーD・ミントケイ · ビッチL・リバスC・コスキーC・グーズマンJ・ジョーンズT・ハンターD・モアD・オルティーズ | 6                      | DH                     | B・フルマー            | 左                     | J・ラッキーB・モリーナS・スピージオA・ケネディT・グロースD・エクスタインG・アンダーソンD・アースタッドT・サーモンB・フルマー |
| 7                  | 右                 | D・モア             | 右                 | B・ラドキーA・ピアジンスキーD・ミントケイ · ビッチL・リバスC・コスキーC・グーズマンJ・ジョーンズT・ハンターD・モアD・オルティーズ | 7                      | 一                     | S・スピージオ          | 両                     | J・ラッキーB・モリーナS・スピージオA・ケネディT・グロースD・エクスタインG・アンダーソンD・アースタッドT・サーモンB・フルマー |
| 8                  | 捕                 | A・ピアジンスキー   | 左                 | B・ラドキーA・ピアジンスキーD・ミントケイ · ビッチL・リバスC・コスキーC・グーズマンJ・ジョーンズT・ハンターD・モアD・オルティーズ | 8                      | 捕                     | B・モリーナ            | 右                     | J・ラッキーB・モリーナS・スピージオA・ケネディT・グロースD・エクスタインG・アンダーソンD・アースタッドT・サーモンB・フルマー |
| 9                  | 二                 | L・リバス           | 右                 | B・ラドキーA・ピアジンスキーD・ミントケイ · ビッチL・リバスC・コスキーC・グーズマンJ・ジョーンズT・ハンターD・モアD・オルティーズ | 9                      | 二                     | A・ケネディ            | 左                     | J・ラッキーB・モリーナS・スピージオA・ケネディT・グロースD・エクスタインG・アンダーソンD・アースタッドT・サーモンB・フルマー |
| 先発投手           | 先発投手           | 先発投手            | 投球               | B・ラドキーA・ピアジンスキーD・ミントケイ · ビッチL・リバスC・コスキーC・グーズマンJ・ジョーンズT・ハンターD・モアD・オルティーズ | 先発投手               | 先発投手               | 先発投手               | 投球                   | J・ラッキーB・モリーナS・スピージオA・ケネディT・グロースD・エクスタインG・アンダーソンD・アースタッドT・サーモンB・フルマー |
| B・ラドキー        | B・ラドキー        | B・ラドキー         | 右                 | B・ラドキーA・ピアジンスキーD・ミントケイ · ビッチL・リバスC・コスキーC・グーズマンJ・ジョーンズT・ハンターD・モアD・オルティーズ | J・ラッキー            | J・ラッキー            | J・ラッキー            | 右                     | J・ラッキーB・モリーナS・スピージオA・ケネディT・グロースD・エクスタインG・アンダーソンD・アースタッドT・サーモンB・フルマー |

### 第5戦 10月13日
- エディソン・インターナショナル・フィールド・オブ・アナハイム（カリフォルニア州アナハイム）

|                        | 1 | 2 | 3 | 4 | 5 | 6 | 7  | 8 | 9 | R  | H  | E |
| ---------------------- | - | - | - | - | - | - | -- | - | - | -- | -- | - |
| ミネソタ・ツインズ     | 1 | 1 | 0 | 0 | 0 | 0 | 3  | 0 | 0 | 5  | 9  | 0 |
| アナハイム・エンゼルス | 0 | 0 | 1 | 0 | 2 | 0 | 10 | 0 | X | 13 | 18 | 0 |

1. 勝利：フランシスコ・ロドリゲス（2勝）
2. 敗戦：ヨハン・サンタナ（1敗）
3. 本塁打
ANA：アダム・ケネディ1号ソロ・2号ソロ・3号3ラン、スコット・スピージオ1号ソロ
4. 審判
［球審］デイナ・デムス
［塁審］一塁: エド・ラピュアーノ、二塁: エド・モンタギュー、三塁: マイク・エベリット
［外審］左翼: ブライアン・ゴーマン、右翼: ラリー・ヤング
5. 試合開始時刻: 太平洋夏時間（UTC-7）午後1時20分  試合時間: 3時間30分  観客: 4万4835人  気温: 72°F（22.2°C）
詳細: MLB.com Gameday / ESPN.com / Baseball-Reference.com / Fangraphs

| ミネソタ・ツインズ | ミネソタ・ツインズ | ミネソタ・ツインズ  | ミネソタ・ツインズ | ミネソタ・ツインズ | アナハイム・エンゼルス | アナハイム・エンゼルス | アナハイム・エンゼルス | アナハイム・エンゼルス | アナハイム・エンゼルス |
| ------------------ | ------------------ | ------------------- | ------------------ | --- | ---------------------- | ---------------------- | ---------------------- | ---------------------- | --- |
| 打順               | 守備               | 選手                | 打席               | J・メイズA・ピアジンスキーD・ミントケイ · ビッチL・リバスC・コスキーC・グーズマンJ・ジョーンズT・ハンターD・モアD・オルティーズ | 打順                   | 守備                   | 選手                   | 打席                   | K・エイピアーB・モリーナS・スピージオA・ケネディT・グロースD・エクスタインG・アンダーソンD・アースタッドT・サーモンB・フルマー |
| 1                  | 左                 | J・ジョーンズ       | 左                 | J・メイズA・ピアジンスキーD・ミントケイ · ビッチL・リバスC・コスキーC・グーズマンJ・ジョーンズT・ハンターD・モアD・オルティーズ | 1                      | 遊                     | D・エクスタイン        | 右                     | K・エイピアーB・モリーナS・スピージオA・ケネディT・グロースD・エクスタインG・アンダーソンD・アースタッドT・サーモンB・フルマー |
| 2                  | 遊                 | C・グーズマン       | 両                 | J・メイズA・ピアジンスキーD・ミントケイ · ビッチL・リバスC・コスキーC・グーズマンJ・ジョーンズT・ハンターD・モアD・オルティーズ | 2                      | 中                     | D・アースタッド        | 左                     | K・エイピアーB・モリーナS・スピージオA・ケネディT・グロースD・エクスタインG・アンダーソンD・アースタッドT・サーモンB・フルマー |
| 3                  | 三                 | C・コスキー         | 左                 | J・メイズA・ピアジンスキーD・ミントケイ · ビッチL・リバスC・コスキーC・グーズマンJ・ジョーンズT・ハンターD・モアD・オルティーズ | 3                      | 右                     | T・サーモン            | 右                     | K・エイピアーB・モリーナS・スピージオA・ケネディT・グロースD・エクスタインG・アンダーソンD・アースタッドT・サーモンB・フルマー |
| 4                  | DH                 | D・オルティーズ     | 左                 | J・メイズA・ピアジンスキーD・ミントケイ · ビッチL・リバスC・コスキーC・グーズマンJ・ジョーンズT・ハンターD・モアD・オルティーズ | 4                      | 左                     | G・アンダーソン        | 左                     | K・エイピアーB・モリーナS・スピージオA・ケネディT・グロースD・エクスタインG・アンダーソンD・アースタッドT・サーモンB・フルマー |
| 5                  | 中                 | T・ハンター         | 右                 | J・メイズA・ピアジンスキーD・ミントケイ · ビッチL・リバスC・コスキーC・グーズマンJ・ジョーンズT・ハンターD・モアD・オルティーズ | 5                      | 三                     | T・グロース            | 右                     | K・エイピアーB・モリーナS・スピージオA・ケネディT・グロースD・エクスタインG・アンダーソンD・アースタッドT・サーモンB・フルマー |
| 6                  | 一                 | D・ミントケイビッチ | 左                 | J・メイズA・ピアジンスキーD・ミントケイ · ビッチL・リバスC・コスキーC・グーズマンJ・ジョーンズT・ハンターD・モアD・オルティーズ | 6                      | DH                     | B・フルマー            | 左                     | K・エイピアーB・モリーナS・スピージオA・ケネディT・グロースD・エクスタインG・アンダーソンD・アースタッドT・サーモンB・フルマー |
| 7                  | 右                 | D・モア             | 右                 | J・メイズA・ピアジンスキーD・ミントケイ · ビッチL・リバスC・コスキーC・グーズマンJ・ジョーンズT・ハンターD・モアD・オルティーズ | 7                      | 一                     | S・スピージオ          | 両                     | K・エイピアーB・モリーナS・スピージオA・ケネディT・グロースD・エクスタインG・アンダーソンD・アースタッドT・サーモンB・フルマー |
| 8                  | 捕                 | A・ピアジンスキー   | 左                 | J・メイズA・ピアジンスキーD・ミントケイ · ビッチL・リバスC・コスキーC・グーズマンJ・ジョーンズT・ハンターD・モアD・オルティーズ | 8                      | 捕                     | B・モリーナ            | 右                     | K・エイピアーB・モリーナS・スピージオA・ケネディT・グロースD・エクスタインG・アンダーソンD・アースタッドT・サーモンB・フルマー |
| 9                  | 二                 | L・リバス           | 右                 | J・メイズA・ピアジンスキーD・ミントケイ · ビッチL・リバスC・コスキーC・グーズマンJ・ジョーンズT・ハンターD・モアD・オルティーズ | 9                      | 二                     | A・ケネディ            | 左                     | K・エイピアーB・モリーナS・スピージオA・ケネディT・グロースD・エクスタインG・アンダーソンD・アースタッドT・サーモンB・フルマー |
| 先発投手           | 先発投手           | 先発投手            | 投球               | J・メイズA・ピアジンスキーD・ミントケイ · ビッチL・リバスC・コスキーC・グーズマンJ・ジョーンズT・ハンターD・モアD・オルティーズ | 先発投手               | 先発投手               | 先発投手               | 投球                   | K・エイピアーB・モリーナS・スピージオA・ケネディT・グロースD・エクスタインG・アンダーソンD・アースタッドT・サーモンB・フルマー |
| J・メイズ          | J・メイズ          | J・メイズ           | 右                 | J・メイズA・ピアジンスキーD・ミントケイ · ビッチL・リバスC・コスキーC・グーズマンJ・ジョーンズT・ハンターD・モアD・オルティーズ | K・エイピアー          | K・エイピアー          | K・エイピアー          | 右                     | K・エイピアーB・モリーナS・スピージオA・ケネディT・グロースD・エクスタインG・アンダーソンD・アースタッドT・サーモンB・フルマー |